# Carbonpapier

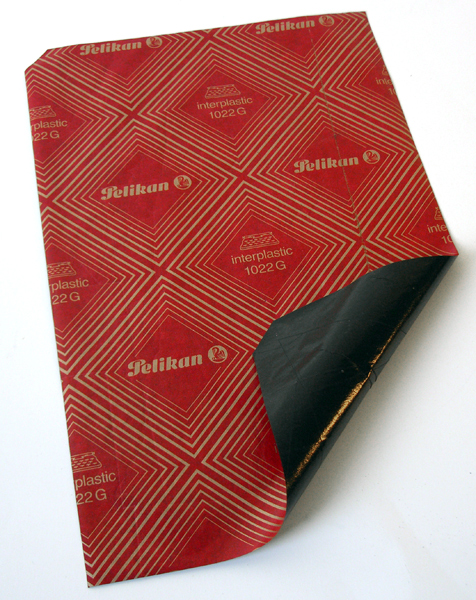
Carbonpapier

Carbonpapier is papier dat aan één kant bedekt is met een laagje in was gebonden droge inkt of ander pigment, waarmee tijdens schrijven, tekenen of typen op een schrijfmachine meteen een kopie wordt gemaakt, mits voldoende druk wordt uitgeoefend.
Schrijfmachines worden niet veel meer gebruikt, maar carbonpapier wordt nog wel gebruikt voor handschrift, en ook voor het overtrekken van een afbeelding op een materiaal waarop men niet kan printen, als basis om de zo aangebrachte afbeelding verder uit te werken, bijvoorbeeld in te kleuren of opnieuw over te trekken met een pen enz. geschikt voor het betreffende materiaal, en voor figuurzagen. 
Het carbonpapier bevat aan één zijde een zwarte laag, die afgeeft wanneer er druk op wordt uitgeoefend. Door het carbonpapier met de zwarte laag onder tussen twee vellen papier te leggen, en het bovenste vel te beschrijven of het geheel van drie vellen in de schrijfmachine te stoppen, komt de originele tekst op het voorste papier, en via het carbonpapier wordt dat ook doorgeslagen op het tweede vel papier. De kopie werd daarom ook wel doorslag genoemd.
Soms worden meerdere kopieën gemaakt met voor iedere kopie een vel carbonpapier en een vel voor de kopie daaronder, dus om en om. De leesbaarheid wordt naar onder dan steeds minder, er moet veel druk worden uitgeoefend om alles nog leesbaar te laten zijn.
De tekst is na afloop ook te lezen op het vel carbonpapier, wit op zwart, door ontbrekende inkt: in spiegelbeeld aan de zwarte kant, en ook wel als men het vel tegen het licht houdt. Voor de privacy moet men daar rekening mee houden. Als een vel meermalen wordt gebruikt ziet men verschillende teksten door elkaar. De kwaliteit van de kopieën wordt bij hergebruik van het carbonpapier uiteraard steeds minder doordat steeds meer inkt ontbreekt. 
In moderne toepassingen worden geen aparte vellen zwart papier meer gebruikt, maar wordt door een bepaalde chemische laag toch een zwarte afdruk gemaakt.

## Formulieren
Bij gebruik van gewoon carbonpapier en gewoon papier voor de kopie bij het invullen van een formulier kan het lastig zijn dat de kopie dan alleen het geschrevene of getypte bevat en niet de tekst van het ingevulde formulier. Dit geldt in het bijzonder als het formulier hokjes heeft die kunnen worden aangevinkt. Het helpt als men een extra formulier heeft, zodat dit als kopie gebruikt kan worden. Dan nog blijft het oppassen dat origineel en kopie niet ten opzichte van elkaar verschuiven. 
Bij professioneel gebruik worden sets van twee of drie aan elkaar vast zittende vellen gebruikt bestaande uit een origineel blanco formulier en een of twee kopieën van het blanco formulier, zodat de vellen niet kunnen verschuiven. Na invullen worden ze dan losgescheurd. Dit wordt bijvoorbeeld bij sommige pakketdiensten en bij aangetekende brieven gebruikt, en bij de combibon.

## Historie
Wie als eerste het carbonpapier heeft uitgevonden is niet zeker. Zowel de Italiaan Pellegrino Turri als de Engelsman Ralph Wedgwood worden genoemd.
Wedgwood kreeg in 1806 octrooi op carbonpapier.
Carbonpapier kende vroeger meer gebruikstoepassingen, omdat er toen geen kopieerapparaten bestonden.